# Championnat de Suisse de football de troisième division 2012-2013
Navigation
1re Ligue Promotion 2013-2014
La saison 2012-2013 de 1re Ligue Promotion constitue le troisième niveau de la hiérarchie du football en Suisse, derrière la Super League et la Challenge League. Elle débute le 7 août 2012 et prend fin le 25 mai 2013.
Cette ligue en est à sa toute première édition en 2012-2013, à la suite d'une réforme décidée en 2010, qui fait passer la division supérieure, la Challenge League de 16 à 10 clubs et instaure une poule unique en troisième division plutôt que trois groupes.
Les seize équipes pour cette première édition sont retenus selon leurs résultats lors de la saison 2011-2012 comme suit : les cinq équipes du bas du classement de la Challenge League (de deuxième division) en 2011-2012, les sept meilleures équipes de la 1re Ligue (ancienne D3) et les quatre meilleures équipes de la 1re Ligue du championnat des moins de 21 ans.

## Clubs
| \| Bâle II Old Boys YF Juventus Sion II Saint-Gall II Carouge Nyon Breitenrain Zurich II Kriens Tuggen Brühl SG Delémont Schaffhouse Fribourg Yverdon \| Localisation des clubs engagés dans le championnat. |
| Bâle II Old Boys YF Juventus Sion II Saint-Gall II Carouge Nyon Breitenrain Zurich II Kriens Tuggen Brühl SG Delémont Schaffhouse Fribourg Yverdon                                                           |

| Club                | Canton      | Stade                             | Capacité | Résultat lors de la saison 2011-2012 |
| ------------------- | ----------- | --------------------------------- | -------- | ------------------------------------ |
| Stade nyonnais FC   | Vaud        | Stade Colovray                    | 7 200    | 12e en Challenge League              |
| Étoile Carouge FC   | Genève      | Stade de la Fontenette            | 10 200   | 13e en Challenge League              |
| SR Delémont         | Jura        | La Blancherie                     | 5 200    | 14e en Challenge League              |
| Sport Club Kriens   | Lucerne     | Stadion Kleinfeld                 | 5 500    | 15e en Challenge League              |
| SC Brühl Saint-Gall | Saint-Gall  | Paul-Grüninger-Stadion            | 4 200    | 16e en Challenge League              |
| FC Fribourg         | Fribourg    | Stade Universitaire Saint-Léonard | 10 000   | 1er en 1re Ligue (groupe 1)          |
| Yverdon-Sport FC    | Vaud        | Stade Municipal                   | 6 500    | 2e en 1re Ligue (groupe 1)           |
| BSC Old Boys        | Bâle-Ville  | Stadion Schützenmatte             | 8 000    | 1er en 1re Ligue (groupe 2)          |
| FC Breitenrain      | Berne       | Spitalacker                       | 1 450    | 2e en 1re Ligue (groupe 2)           |
| FC Tuggen           | Schwytz     | Linthstrasse                      | 4 250    | 1er en 1re Ligue (groupe 3)          |
| FC Schaffhouse      | Schaffhouse | Stadion Breite                    | 7 300    | 2e en 1re Ligue (groupe 3)           |
| SC YF Juventus      | Zurich      | Utogrund                          | 2 850    | Meilleur 3e de 1re Ligue             |
| FC Zurich II        | Zurich      | Sportplatz Heerenschürli          | 1 120    | 1er en M21                           |
| FC Bâle II          | Bâle-Ville  | Stadion Rankhof                   | 7 000    | 2e en M21                            |
| FC Sion II          | Valais      | Stade de Tourbillon               | 20 200   | 3e en M21                            |
| FC St. Gallen II    | Saint-Gall  | Espenmoos                         | 5 700    | 4e en M21                            |

## Classement
| Rang | Équipe              | Pts | J  | G  | N  | P  | Bp | Bc | Diff |
| ---- | ------------------- | --- | -- | -- | -- | -- | -- | -- | ---- |
| 1    | FC Schaffhouse      | 68  | 30 | 21 | 5  | 4  | 75 | 29 | +46  |
| 2    | FC Bâle II          | 68  | 30 | 21 | 5  | 4  | 81 | 38 | +43  |
| 3    | SC YF Juventus      | 66  | 30 | 20 | 6  | 4  | 75 | 31 | +44  |
| 4    | FC Sion II          | 50  | 30 | 13 | 11 | 6  | 57 | 39 | +18  |
| 5    | FC Tuggen           | 47  | 30 | 15 | 2  | 13 | 59 | 55 | +4   |
| 6    | FC Zurich II        | 44  | 30 | 11 | 11 | 8  | 58 | 49 | +9   |
| 7    | Sport Club Kriens   | 44  | 30 | 13 | 5  | 12 | 54 | 49 | +5   |
| 8    | SR Delémont         | 38  | 30 | 10 | 8  | 12 | 40 | 43 | -3   |
| 9    | BSC Old Boys        | 37  | 30 | 10 | 7  | 13 | 44 | 48 | -4   |
| 10   | Stade nyonnais FC   | 33  | 30 | 8  | 9  | 13 | 43 | 51 | -8   |
| 11   | FC Breitenrain      | 33  | 30 | 8  | 9  | 13 | 40 | 63 | -23  |
| 12   | SC Brühl Saint-Gall | 32  | 30 | 8  | 8  | 14 | 40 | 56 | -16  |
| 13   | FC Saint-Gall II    | 32  | 30 | 9  | 5  | 16 | 44 | 61 | -17  |
| 14   | Étoile Carouge FC   | 32  | 30 | 9  | 5  | 16 | 35 | 54 | -19  |
| 15   | FC Fribourg         | 31  | 30 | 8  | 7  | 15 | 38 | 57 | -19  |
| 16   | Yverdon-Sport FC    | 11  | 30 | 2  | 5  | 23 | 25 | 85 | -60  |

Légende des couleurs
- 1er : Promu en Challenge League 2013-2014
- 15e et 16e : Relégation en 1re Ligue

Le gardien d'Yverdon-Sport FC, expulsé lors du 1er tour de qualification de la coupe de Suisse, ayant eu lieu juste avant la reprise du championnat, a été aligné lors des deux premières journées. Ces matches, initialement gagné contre la réserve du FC Sion 1-0 puis perdu 3-4 contre SC YF Juventus ont été déclarés perdus 3-0 par la fédération suisse de football.